# Żółta Ściana

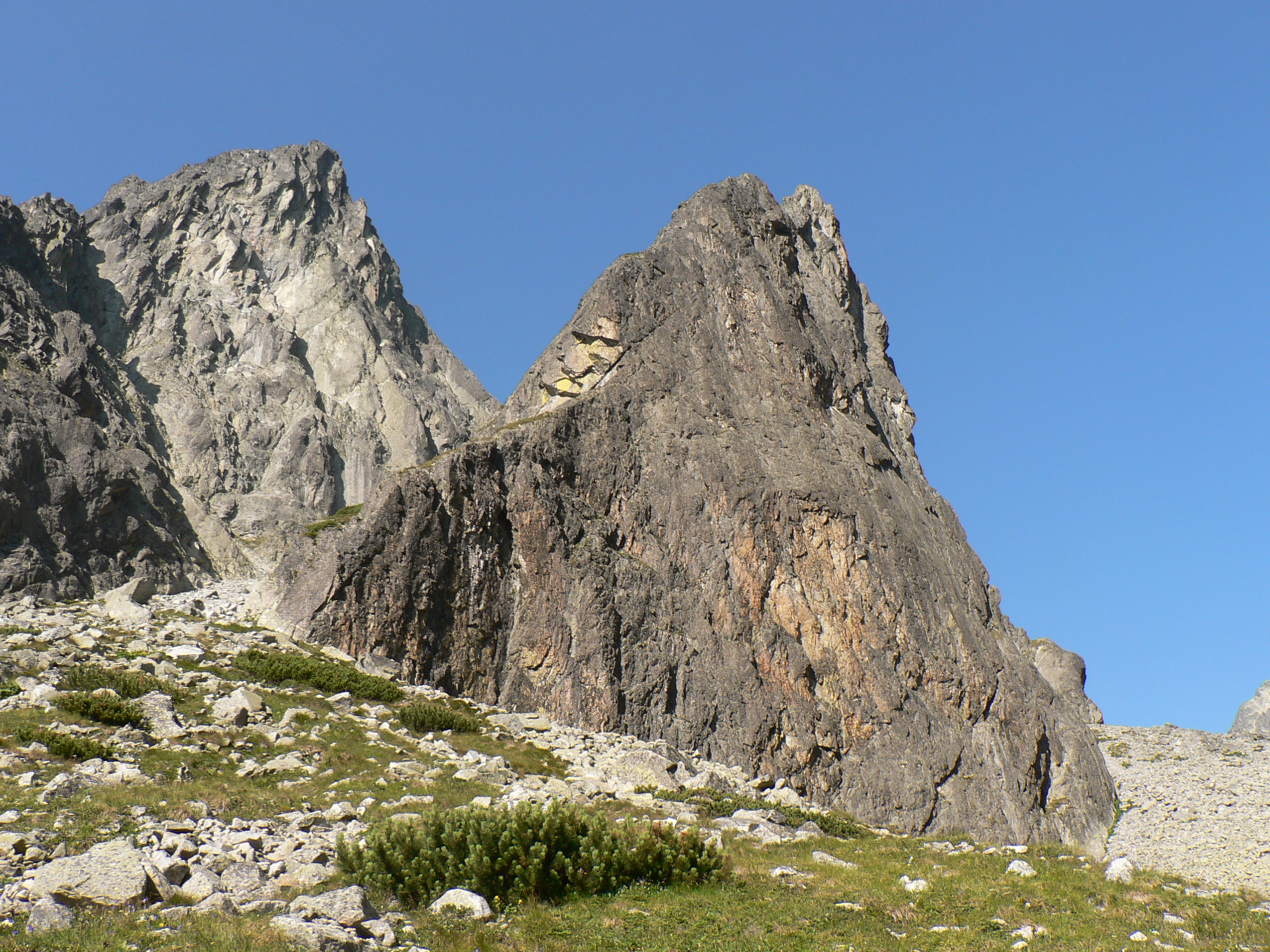
Pośrednia Grań i Żółta Ściana

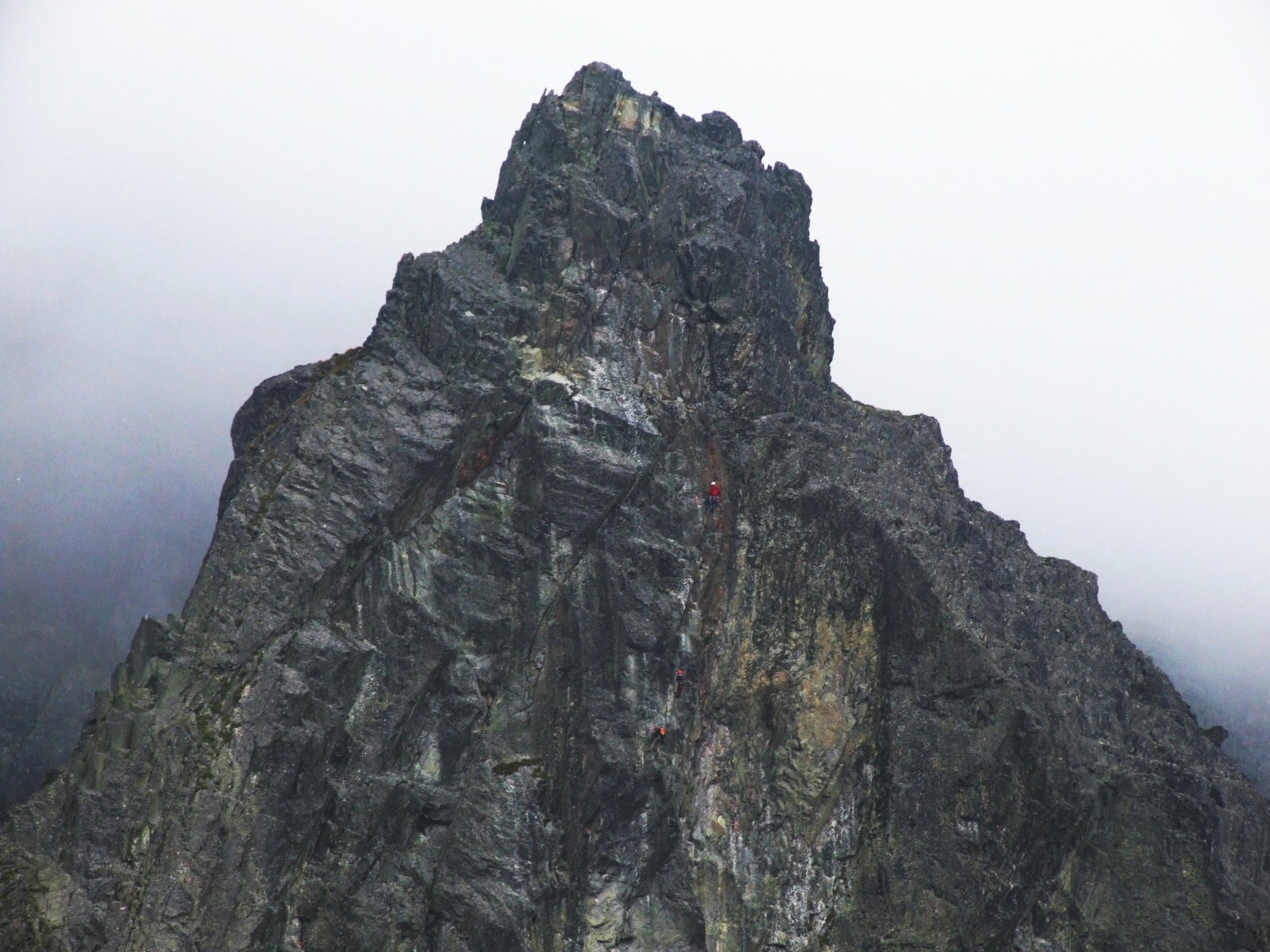
Żółta Ściana i wspinający się na nią taternicy

Żółta Ściana (słow. Žltá stena, niem. Gelbe Wand, węg. Sárga-fal) – turnia w słowackich Tatrach Wysokich. Różne źródła podają różną jej wysokość: 2169 m n.p.m. lub 2182 m. Wyrasta z północno-wschodnich stoków Pośredniej Grani, wznosząc się po południowej stronie ponad Doliną Małej Zimnej Wody i dolnym końcem Dolinki Lodowej. Od głównego szczytu masywu jest oddzielona Przełączką pod Żółtą Ścianą (Štrbina za Žltou stenou).
Nazwa szczytu pochodzi od spowodowanej porostami żółtej barwy skał w niektórych miejscach. Od strony Doliny Małej Zimnej Wody tworzy bardzo stromą ścianę z zerwami o wysokości ok. 180 m. W ścianie tej znajdują się drogi wspinaczkowe, jedne z najtrudniejszych w całych Tatrach. Z tarasu przed Schroniskiem Téryego często można w tej ścianie dostrzec taterników.

## Historia
Pierwsze wejścia turystyczne:
- Mihály Benkó, József Déry i Johann Hunsdorfer (senior), 23 sierpnia 1901 r. – letnie,
- Klara Hensch, E. Ivanko i Stanisław Krystyn Zaremba, 13 kwietnia 1930 r. – zimowe[5].